# Karl Napf
Karl Napf (eigentlich Ralf Jandl) (* 18. Dezember 1942 in Hirschberg im Riesengebirge) ist ein schwäbischer Dichter und Satiriker.

## Leben
Napf wuchs ab seinem vierten Lebensjahr in Vaihingen an der Enz auf. Er absolvierte ein Jurastudium an der Eberhard Karls Universität Tübingen und war dann in der Steuerverwaltung tätig. Insgesamt 27 Jahre arbeitete er im Staatsministerium Baden-Württembergs und im Wissenschaftsministerium.
Neben zahlreichen Buchveröffentlichungen sind auch seine Hörspiele im Programm des SWR bekannt, ferner war Karl Napf Herausgeber des Schwäbischen Heimatkalenders.

## Werke
- "O heiligs Blechle". Heitere Szenen aus dem Schwäbischen. Stieglitz-Verlag Händle, 1993, ISBN 3-7987-0248-9.
- Lieber Fiskus. Nicht nur heitere Betrachtungen eines Steuerzahlers. Verlag Konrad Theiss, 1995, ISBN 3-8062-1206-6.

- Der neue Schwabenspiegel. Verlag Konrad Theiss, 1998, ISBN 3-8062-1104-3.
- Der Schultes. Anekdoten ums Rathaus. Verlag Konrad Theiss, 2000, ISBN 3-8062-0868-9.
- Heuhofen ist überall.  Knitze-Geschichten von Land und Leuten. Verlag Konrad Theiss, 2001, ISBN 3-8062-1519-7.
- Der fromme Metzger. Heitere Geschichten aus der Provinz. 6. Auflage. Verlag Konrad Theiss, 2002, ISBN 3-8062-1754-8.
- Der wahre Jakob. Das wundersame Leben des Emmerich Pulcher. Deutsche Verlags-Anstalt, 2003, ISBN 3-421-05456-8 (fiktionale Autobiografie)
- Quergedacht. Vordersinniges hintersinnig betrachtet, DRW-Verlag, 2004, ISBN 3-87181-015-0.
- Bache sucht Keiler ... Das schwäbische Dekameron. Hohenheim-Verlag, Stuttgart 2007, ISBN 978-3-89850-162-0.
- Brauchet Sie’s glei? Heitere Anekdoten aus dem Ländle. Silberburg Verlag, Tübingen 2010, ISBN 978-3-87407-994-5.
- Zwei bessere Hälften. Heitere Anekdoten aus dem Badischen. Silberburg Verlag, Tübingen 2011, ISBN 978-3-8425-1160-6.
- Der Schwabe als solcher. Eine heitere Charakterkunde. Silberburg Verlag, Tübingen 2012, ISBN 978-3-8425-1221-4.
- Des hann i mir glei denkt. Amüsante Anekdoten aus dem Ländle. Silberburg-Verlag, Tübingen 2014, ISBN 978-3-8425-1323-5.
- (als Ralf Jandl) Es Reicht. Eine Streitschrift zum kollektiven Unbehagen in Deutschland. TWENTYSIX, Norderstedt 2016, ISBN 978-3-7407-0908-2.
- Die Leute von Napfheim. Schwäbische Erlebnisse. Silberburg Verlag, Tübingen 2018, ISBN 978-3-8425-2090-5.